# GKS Gorzovia Gorzów Wielkopolski
GKS Gorzovia Gorzów Wielkopolski – polski klub tenisa stołowego z siedzibą w Gorzowie Wielkopolskim.

## Osiągnięcia
Krajowe
Mistrzostwa Polski
- 2. miejsce: 2009
- 3. miejsce: 2010, 2011

Puchar Polski
- 1. miejsce: 2010, 2011[a]
- 2. miejsce: 2007, 2011

Superpuchar Polski
- 1. miejsce: 2011
- 2. miejsce: 2010

## Poszczególne sezony
| 1995/1996 | II liga                 | 1 |               |  |  |  |  |  |  |
| 1996/1997 | I liga                  | 7 |               |  |  |  |  |  |  |
|           |                         |   |               |  |  |  |  |  |  |
| 2006/2007 | I liga                  | ? | Finalista     |  |  |  |  |  |  |
| 2007/2008 | I liga                  | 1 |               |  |  |  |  |  |  |
| 2008/2009 | Ekstraklasa             | 2 |               |  |  |  |  |  |  |
| 2009/2010 | Superliga               | 3 | Puchar Polski |  |  |  |  |  |  |
| 2010/2011 | Superliga               | 3 | Finalista     |  |  |  |  |  |  |
| 2011/2012 | Superliga               | 7 |               |  |  |  |  |  |  |
| 2012/2013 | Superliga               | 9 |               |  |  |  |  |  |  |
|           |                         |   |               |  |  |  |  |  |  |
| 2016/2017 | I liga (grupa północna) | 3 |               |  |  |  |  |  |  |
| 2017/2018 | I liga (grupa północna) | 6 |               |  |  |  |  |  |  |
| 2018/2019 | I liga (grupa północna) | 5 |               |  |  |  |  |  |  |
| 2019/2020 | I liga (grupa północna) | 8 |               |  |  |  |  |  |  |
| 2020/2021 | I liga (grupa północna) | 2 |               |  |  |  |  |  |  |
| 2021/2022 | I liga (grupa północna) | 3 |               |  |  |  |  |  |  |
| 2022/2023 | I liga (grupa północna) | 5 |               |  |  |  |  |  |  |
| 2023/2024 | I liga (grupa północna) | 6 |               |  |  |  |  |  |  |
| 2024/2025 | I liga (grupa północna) | 3 |               |  |  |  |  |  |  |

## Skład drużyny

### Sezon 2024/2025[1]
- Patryk Bielecki
- Kamil Dziadek
- Patryk Jędrzejewski
- Dawid Kosiński
- Adam Maniewski
- Daniel Różycki
- Radosław Żabski

#### Zagraniczni tenisiści stołowi w barwach klubu
Lista zawiera wszystkich zagranicznych zawodników występujących w drużynie Gorzovii Gorzów Wielkopolski, którzy wystąpili w przynajmniej jednym spotkaniu ligowym.
- Wei Jing Zaho
- Radek Mrkvicka
- Martin Olejnik
- Pawieł Płatonau
- Yu Tang

## Sekcja żeńska
Drużyna kobiet została utworzona w 1991 roku i przez kolejne 22 sezony występowała w rozgrywkach ligowych w Polsce – 5 sezonów w ekstraklasie kobiet (1995/1996 i w latach 2008–2012 – najwyższe miejsce: 6). 
Tenisistki stołowe Gorzovii zdobyły Puchar Polski w 2011 i były finalistkami tych rozgrywek w 2010 roku.
Klub reprezentowały m.in.: Natalia Balicka, Dominika Fertlikowska, Agnieszka Klóska, Iwona Kuszaj, Agnieszka Maluszczak, Magdalena Sikorska i Marta Smętak.

### Zagraniczne tenisistki stołowe w barwach klubu
Lista zawiera wszystkie zagraniczne zawodniczki występujące w drużynie kobiet Gorzovii Gorzów Wielkopolski, które wystąpiły w przynajmniej jednym spotkaniu ligowym.
- Hana Bartosova
- Marina Babiczewa
- Li Liu